# Phước Thiện
Phước Thiện là một xã thuộc huyện Bù Đốp, tỉnh Bình Phước, Việt Nam.

## Đia lý
Xã Phước Thiện có diện tích 135,81 km², dân số năm 2005 là 3.313 người, mật độ dân số đạt 24 người/km².

## Hành chính
Xã Phước Thiện được chia thành 5 ấp: Điện Ảnh, Mười Mẫu, Tân Trạch, Tân Hưng, Tân Phước.
Trong đó ấp Điện Ảnh có đập thủy lợi M26 được xây dựng năm 2009 và đưa vào sử dụng từ năm 2010, với mục đích bảo đảm nguồn nước tưới cho phát triển nông nghiệp trên địa bàn 2 xã Hưng Phước và Phước Thiện.